# Polaincourt-et-Clairefontaine
Polaincourt-et-Clairefontaine är en kommun i departementet Haute-Saône i regionen Bourgogne-Franche-Comté i östra Frankrike. Kommunen ligger i kantonen Amance som tillhör arrondissementet Vesoul. År 2022 hade Polaincourt-et-Clairefontaine 600 invånare.

## Befolkningsutveckling
Antalet invånare i kommunen Polaincourt-et-Clairefontaine
| Referens: INSEE |